# 日本王代一覧

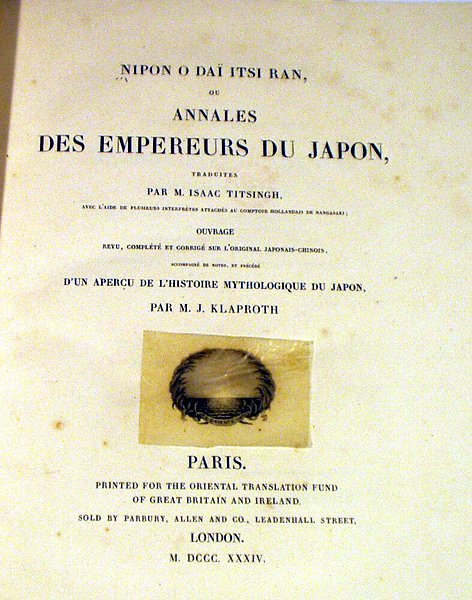
日本王代一覧（フランス語訳、1834年）

『日本王代一覧』（にほんおうだいいちらん）は、林鵞峯により編集された歴史書。慶安5年（1652年）成立。全7巻。

## 概要

### 『本朝通鑑』と『日本王代一覧』
正保年間、林鵞峯の父林羅山は幕命を受けて『本朝通鑑』の編纂にとりかかったが、正編を編述したところで没した。羅山の子、鷺峰はこの事業を受け継ぎ、前編と続編を加えて寛文10年（1670年）に、合せて3編310巻を完成させた。
この事業が行われている間の、慶安5年（1652年）に若狭国小浜藩主酒井忠勝の求めに応じて「国史小説等ヲ考へ其繁ヲ刪リ其要ヲ掲ゲ新ニ之ヲ撰シ」、寛文3年（1663年）に『日本王代一覧』全7巻を撰修、上梓、寛政7年（1795年）と享和2年（1802年）に重刊された。
神武天皇から正親町天皇（1557年 - 1586年在位）の代までを和文編年体で記している。

### 国史の初めての外国語訳
平易な編年史であったことが、当時の内外の研究者の目をひき、ケンペルは『日本誌』に引用し、長崎出島のオランダ商館長イサーク・ティチングによってオランダ語、フランス語に翻訳され、この種の日本の書籍が西洋に紹介される初めての例となった。

### 『続日本王代一覧』
この『日本王代一覧』の記述の後を受けつぎ 107代後陽成天皇以後の歴史を記述する『続日本王代一覧』が編まれた。